# جيرمين بومون
جيرمين بومون اسمها الحقيقي جيرمين باتوندييه، ولد في بوتي كورون (سين ماريتيم) في 31 أكتوبر 1890 وتوفيت في مونتفورت لاموري في 21 مارس 1983م، وهي صحفية وروائية فرنسية.